# Weser-Kolleg Minden
Das Weser-Kolleg Minden ist eine Kollegschule in der ostwestfälischen Stadt Minden in Nordrhein-Westfalen.

## Geschichte

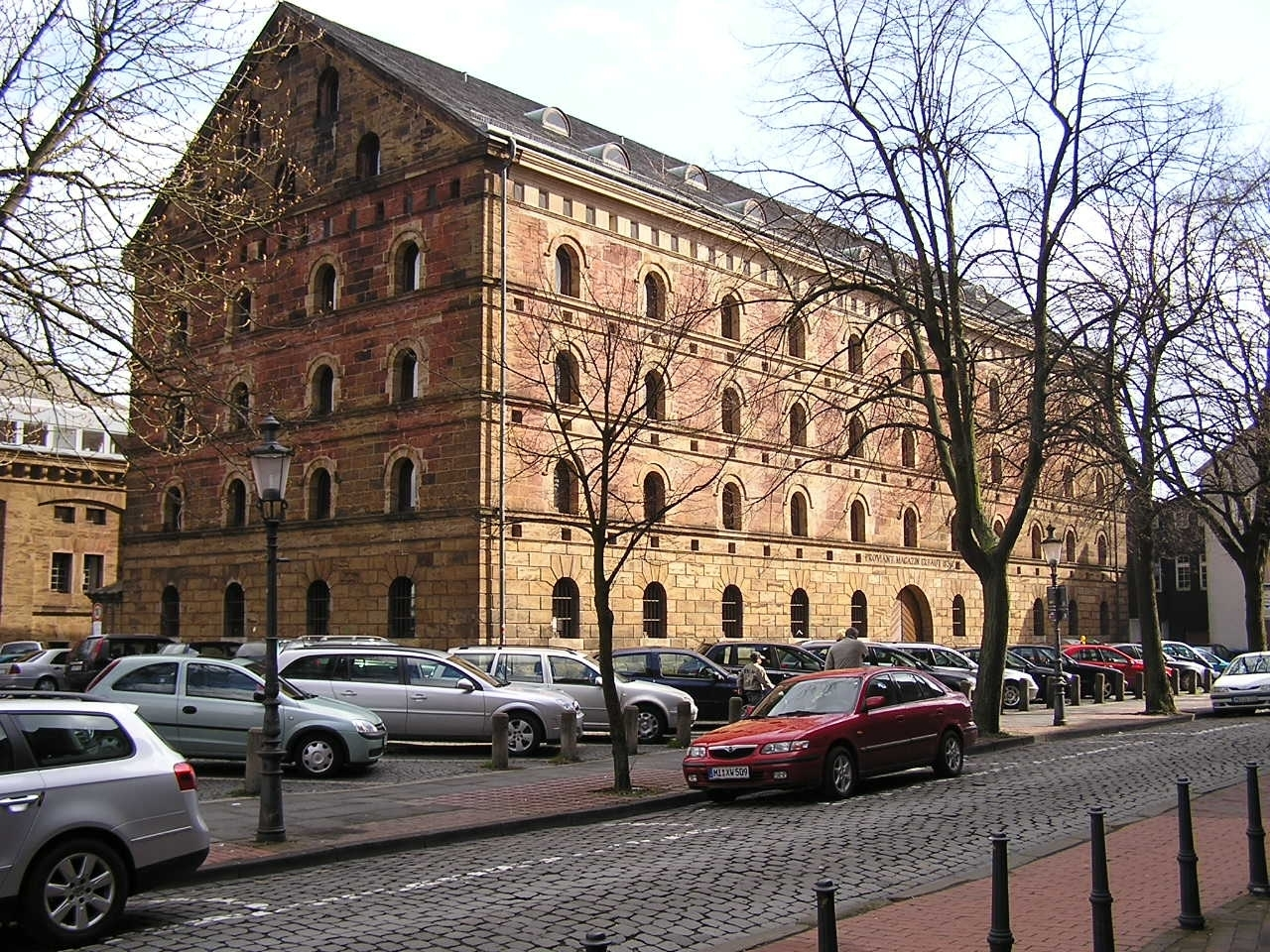
Das Weserkolleg ist in dem alten Proviant-Magazin Minden untergebracht.

Das Weserkolleg sieht seine Wurzeln im Jung-Stilling-Kolleg in Espelkamp, einem (altsprachlichen) Kolleg zur Erlangung der Hochschulreife in Trägerschaft der Evangelischen Kirche von Westfalen. In den 1970er Jahren musste das Kolleg wegen fehlenden Nachwuchses schließen und wurde von der Stadt Minden als Schulträger übernommen. 1973 erfolgte die Neugründung in Minden als Städtisches Institut zur Erlangung der Hochschulreife, das seinen Lehrbetrieb zum 1. Februar 1974 aufnahm. Der Gründungsleiter war der Mindener Bürgermeister und Oberstudiendirektor Hans-Jürgen Rathert. Am 1. August 1989 wurde ein Abendgymnasium an der Schule neu gegründet und damit Doppelung mit einer Tages- und Abendschule für den Zweiten Bildungsweg zur Erreichung der Hochschulreife erzielt. Diese sogenannte Bündelschule war die erste im Bundesland Nordrhein-Westfalen. Am 1. August 2001 wurde die Abendrealschule mit in die Schule integriert, die somit drei Schulformen beinhaltete.
Seit August 2013 bietet das Weser-Kolleg für Berufstätige auch abitur-online.nrw an.
Der Unterricht teilt sich in diesem System auf zehn bis elf Wochenstunden Präsenzunterricht (i. d. R. zwei Abende) und eine Distanzphase auf, in der mit Hilfe der Lernplattform Bildungsinhalte im Selbststudium erlangt werden. Ebenso ist es für Berufstätige seit Februar 2014 möglich, einen Realschulabschluss online zu erwerben und bei Erfolg zum Fachabitur oder Abitur auszubauen.
Im Sommer 2011 trat der langjährige Leiter Manfred Horter in den Ruhestand. Vom 28. Februar 2012 bis 31. Januar 2019 war Bernd Volz als Schulleiter tätig. Im Februar 2019 übernahm Herr Uwe Lämmel zunächst kommissarisch die Leitung., ab August 2020 auch hauptamtlich. Seit Mitte 2023 ist Eicke Stolt Leiter des Kollegs.